# Суперкласико де лас Америкас
Суперкласико де лас Америкас (исп. Superclásico de las Américas и порт.-браз. Superclássico das Américas), также называемый Кубок Доктора Николаса Леоса (англ. Doctor Nicolás Leoz Cup) — футбольное соревнование, проходящее между сборной Аргентины и сборной Бразилии на нерегулярной основе. Турнир впервые был проведён в 2011 году, как историческое продолжение ранее существовавшего Кубка Рока. Первоначально соревнование проходило в двухматчевом формате на территории обеих стран, но в 2014 году, ради поднятия интереса, турнир стал проводиться в нейтральной стране и состоять из единственной игры. Также были изменены и возможности комплектования составов: в 2011 и 2012 годах игроки команд набирались только из игроков местных чемпионатов, но в 2014 году это правило было отменено. 

## Результаты матчей Суперкласико де лас Америкас
| Год         | Победитель | Счёт                 | Проигравший | Дата                    | Место проведения                                                                                        |
| ----------- | ---------- | -------------------- | ----------- | ----------------------- | --- |
| 2011 Детали | Бразилия   | 0:0 2:0              | Аргентина   | 14 сентября 28 сентября | Стадио им. Марио Кемпеса, Кордова, Аргентина Стадион Мангейран, Белен, Бразилия                         |
| 2012 Детали | Бразилия   | 2:1 1:2 (4:3 по пен) | Аргентина   | 19 сентября 21 ноября   | Стадион Правительства штата Гояс, Гояния, Бразилия Стадион Альберто Х. Армандо, Буэнос-Айрес, Аргентина |
| 2014 Детали | Бразилия   | 2:0                  | Аргентина   | 11 октября              | Национальный стадион, Пекин, Китай                                                                      |
| 2017 Детали | Аргентина  | 1:0                  | Бразилия    | 9 июня                  | Мельбурн Крикет Граунд, Мельбурн, Австралия                                                             |
| 2018 Детали | Бразилия   | 1:0                  | Аргентина   | 16 октября              | Король Абдалла Спортс Сити, Джидда, Саудовская Аравия                                                   |
| 2019 Детали | Аргентина  | 1:0                  | Бразилия    | 15 ноября               | Университетский стадион имени короля Сауда, Эр-Рияд, Саудовская Аравия                                  |

## Титулы
- Бразилия — 4
- Аргентина — 2

## Авторы забитых мячей
| Голеадор              | Сборная   | Голы | Матчи |
| --------------------- | --------- | ---- | ----- |
| Игнасио Скокко        | Аргентина | 2    | 1     |
| Диего Тарделли        | Бразилия  | 2    | 1     |
| Неймар                | Бразилия  | 2    | 5     |
| Лукас Моура           | Бразилия  | 1    | 2     |
| Фред                  | Бразилия  | 1    | 2     |
| Паулиньо              | Бразилия  | 1    | 3     |
| Хуан Мануэль Мартинес | Аргентина | 1    | 3     |